# Viennetta

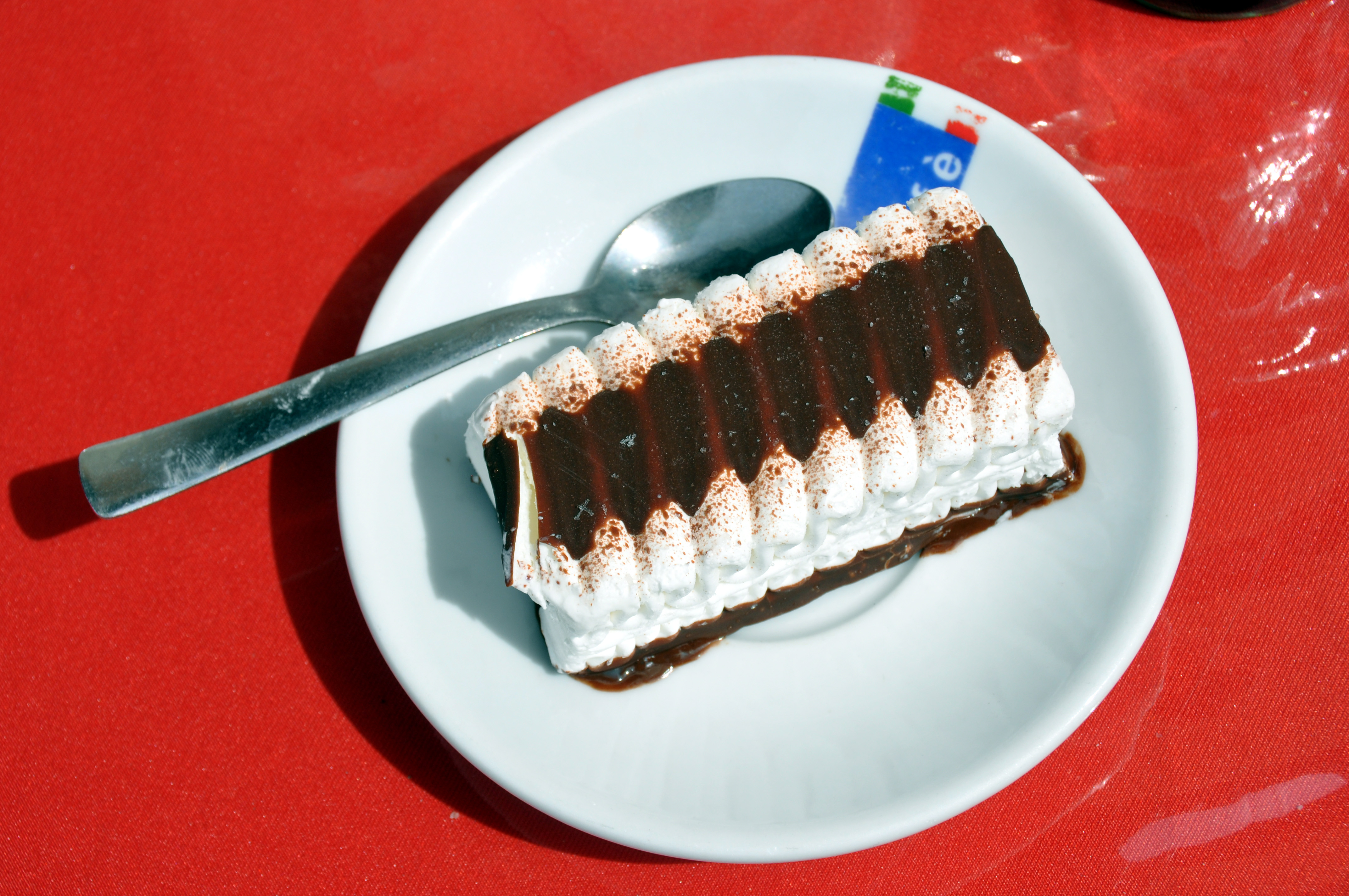
Viennetta auf einem Teller

Viennetta ist eine im Vereinigten Königreich entwickelte Speiseeismarke, die von Unilever hergestellt und weltweit unter den verschiedenen Marken verkauft wird. Die ursprüngliche Viennetta besteht aus mehreren geriffelten Schichten Eiscreme, die durch dünne Schichten aufgespritzter Schokoladenmasse getrennt sind. Sie ist unter verschiedenen Geschmacksrichtungen (in Deutschland) erhältlich, darunter Erdbeere, Biscuit Karamell, Cappuccino, Schokolade und dem Original Vanille.

## Geschichte

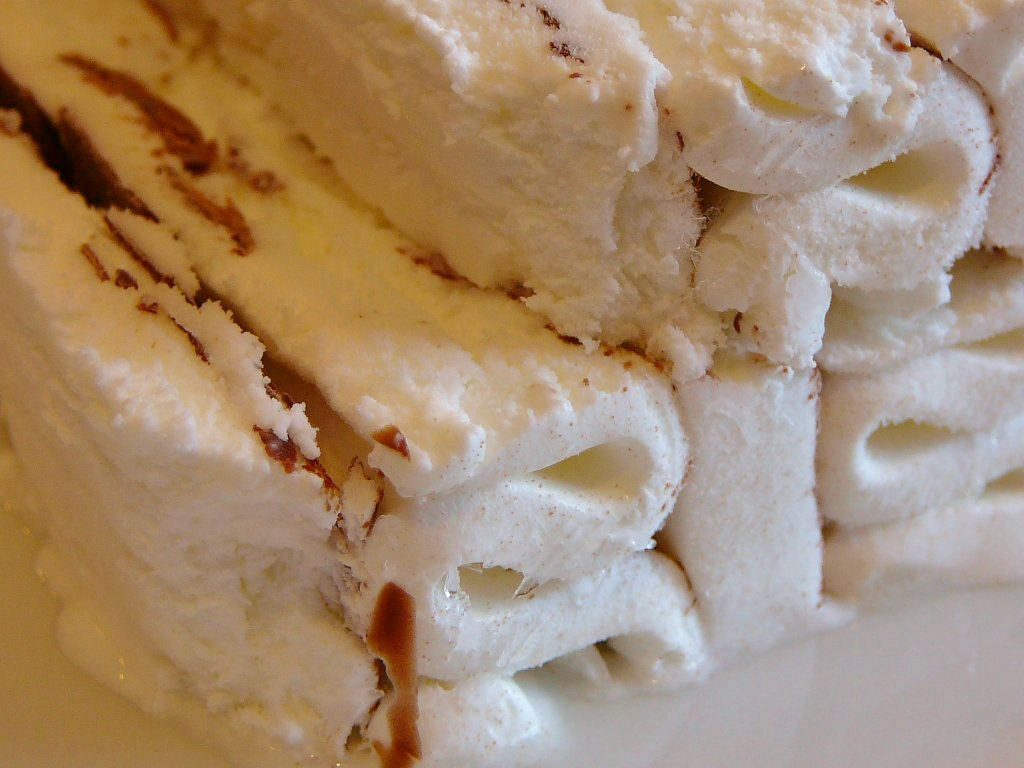
Nahaufnahme eines Stücks Viennetta, das den charakteristischen Ziehharmonika-Effekt zeigt, der bei der Herstellung entsteht

Viennetta wurde 1981 vom britischen Speiseeishersteller Wall’s entwickelt und 1982 erstmals auf den Markt gebracht. Das geschichtete Produkt und die patentierte Technik zu seiner Herstellung wurden von Kevin Hillman – Entwicklungsleiter in der Wall’s-Fabrik in Gloucester –, Ian Butcher und Gordon Stewart Carrick entwickelt. Die Eisschichten wurden nacheinander auf Schalen extrudiert, die auf einem sich bewegenden Band standen. Die Extrusionsgeschwindigkeit war höher als die des Bandes, was zu einer Verklumpung des Eises führte; jede Schicht wurde mit einer anderen Geschwindigkeit als die vorherige Schicht extrudiert. Das Endergebnis glich einer Reihe von Wellen, die sich durch das Produkt schlängelten. Eine lange laufende britische Werbekampagne für das Produkt warb mit dem Slogan: eine Scheibe ist nie genug (one slice is never enough), der auch heute noch gelegentlich in der Werbung verwendet wird. In den 1990er-Jahren wurden neue Geschmacksrichtungen wie Minze, Erdbeere, Cappuccino oder Praline auf den Markt gebracht.
2007 wurde anlässlich des 25. Jubiläums der Marke eine 22,7 Meter lange Viennetta hergestellt, welche den Weltrekord für das längste Speiseeis aufstellte.

## Weltweiter Vertrieb
Ursprünglich als Dessertprodukt mit mehreren Portionen auf den Markt gebracht, führte sein Erfolg nach der Einführung in KFC- und Pizza-Hut-Restaurants dazu, dass Unilever – der Eigentümer von Wall’s – viele Geschmacks- und Größenvarianten produzierte. Viennetta wurde in den späten 1980er-Jahren in den Vereinigten Staaten und Kanada unter der Marke Breyers eingeführt und Mitte der 1990er-Jahre eingestellt, jedoch 2021 in den Vereinigten Staaten unter der Marke Good Humor wieder eingeführt.
In Australien und Neuseeland wird sie von der Marke Streets verkauft. In Italien wird es in Supermärkten von Algida und in Israel unter dem Namen Fantasia von Glidat Strauss vertrieben. Es wird auch in Deutschland (von Langnese), Griechenland und Österreich (von Eskimo) verkauft. In Japan wird es von Morinaga & Company vertrieben, während es in Finnland unter der Marke von Ingman verkauft wird.
Viennetta wurde von Mitte der 1990er- bis Mitte der 2000er-Jahre auch in Indonesien verkauft und im April 2020 abermals eingeführt, nachdem eine von fast 75.000 Menschen unterzeichnete Petition die Rückkehr auf den indonesischen Markt gefordert hatte. In Thailand war sie ursprünglich in den 1990er-Jahren erhältlich und wurde im November 2020 wieder eingeführt. In Spanien war Viennetta ursprünglich als Comtessa bekannt, wurde aber aufgrund eines rechtlichen Problems in den 1990er-Jahren in Viennetta umbenannt. Auf den Philippinen kam es 2021 unter der Marke Selecta auf den Markt.